# ویوو (شرکت فناوری)
شرکت ویوو (به انگلیسی: Vivo Smartphone) یک شرکت فناوری چند ملیتی چینی است که دفتر مرکزی آن در دونگوان، گوانگدونگ قرار دارد و طراحی کننده، توسعه دهنده و تولیدکننده گوشی‌های هوشمند، لوازم جانبی گوشی‌های هوشمند، نرم‌افزار و خدمات آنلاین است. این شرکت تمرکز خود را روی ارائه یک تجربه صوتی با کیفیت بالا برای کاربران استفاده‌کننده از فناوری شباهت زیاد به اصل در گوشی‌های هوشمند خود گذاشته است. شرکت ویوو ۱۰ مرکز تحقیق و توسعه در شنژن، دونگوان، نانجینگ، پکن، هانگژو، شانگهای، شیان، تایپه، توکیو و سان دیگو دارد.
نرم‌افزارهای توسعه یافته توسط شرکت شامل اپ‌استور ویوو، آی‌منیجر و یک سیستم عامل مبتنی بر اندروید اختصاصی به نام فانتاچ اواس می‌باشد.

## تاریخچه
ویوو از زمان تأسیس خود در سال ۲۰۰۹، بازار جهانی خود را گسترش داده و به بیش از ۴۰۰ میلیون کاربر با محصولات و خدمات تلفن همراه خود در بیش از ۶۰ کشور و منطقه خدمات ارائه می دهد.
در سال ۲۰۱۷، ویوو وارد بازار گوشی‌های هوشمند در تایوان، هنگ کنگ، ماکائو، روسیه، برونئی، کامبوج، لائوس، سری‌لانکا، بنگلادش و نپال شد. این شرکت در ژوئن ۲۰۱۷ وارد بازار گوشی های هوشمند پاکستان شد و در حال حاضر رشد و محبوبیت خوبی را در این کشور تجربه می کند. در اکتبر ۲۰۲۰، ویوو اعلام کرد که فروش محصولات خود را در اروپا نیز آغاز خواهد کرد.

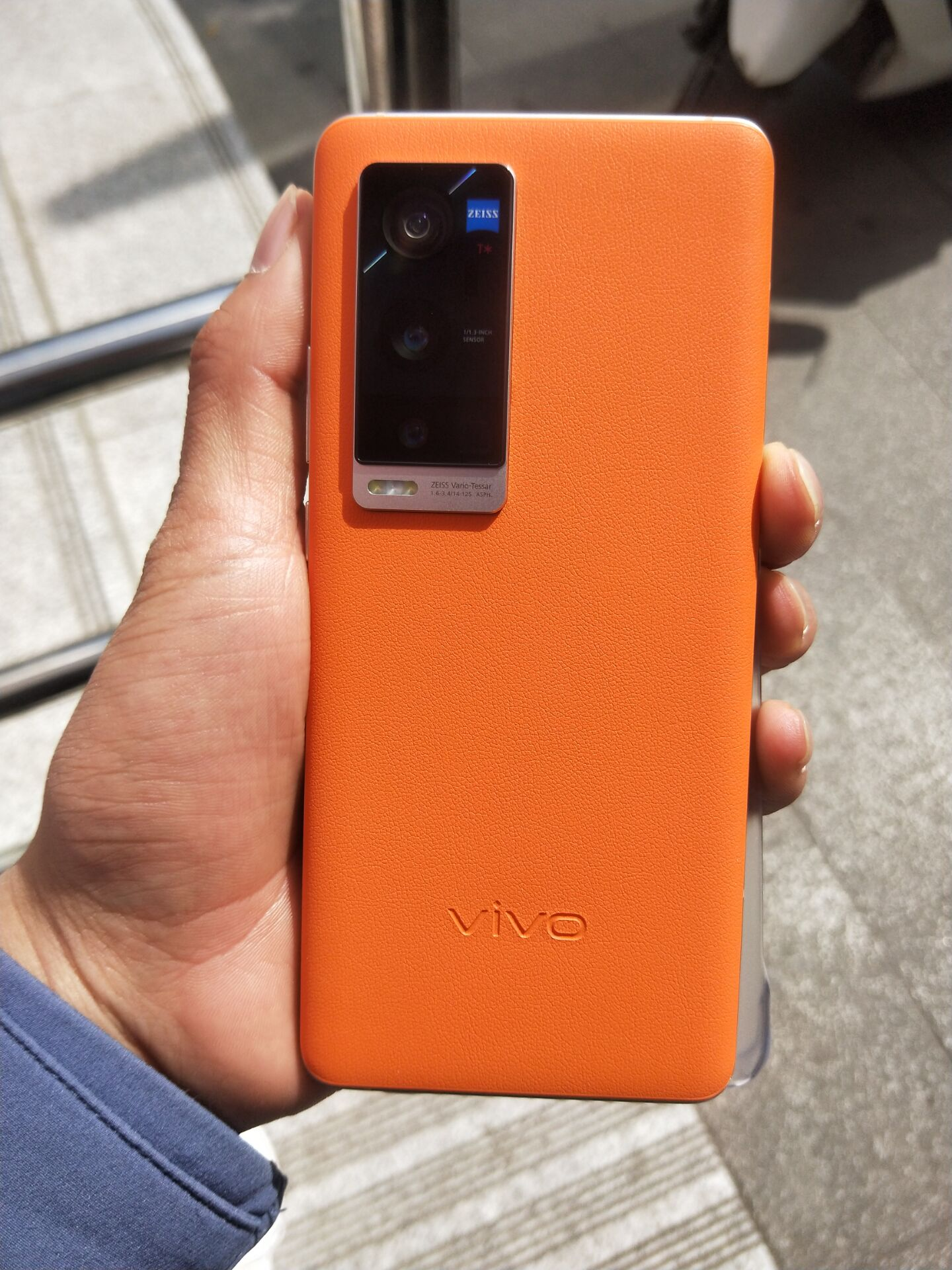
ویوو ایکس۶۰ دارای سیستم تصویربرداری با مهندسی مشترک شرکت زایس است.

در سال ۲۰۲۳، ویوو در بین ۵ سازنده برتر گوشی های هوشمند قرار گرفت و سهم بازار جهانی ۱۰٪ را به دست آورد.
در سال 2022 میلادی شرکت ویوو قرار است محصولات خود را به کشور های اروپایی وارد کند و گفته است که هدف این شرکت در سال 2022 عرضه گوشی های هوشمند ویوو به اروپا است.